# Fracingli
Mit Fracingli wird eine Untergruppe der Brentagruppe in den Südlichen Kalkalpen bezeichnet. Ihr höchster Gipfel ist die Terza Cima di Fracingli mit 2886 m s.l.m. Die abgeschiedene und relativ unerschlossene Gruppe wird nur selten von Alpinisten und Bergwanderern besucht.

## Geographie

### Lage und Abgrenzung
Die kleine Gruppe liegt im südlichen Bereich der Brentagruppe, zwischen dem östlich gelegenen Tosa-Massiv (3136 m) und dem südöstlich liegenden Stock der Cima d’Ambiéz (3102 m) – beide zur Hauptkette der Brentagruppe gehörend – sowie der südwestlich liegenden Vallon-Gruppe. Vom Tosa-Massiv ist sie an ihrer Ostseite durch ein Kar und den Kargletscher Vedretta dei Camosci und im Nordosten vom unteren Brenta-Tal (italienisch Val Brenta Bassa) abgegrenzt. Im Westen bilden das Valle d’Agola und im Süden das Valle di Nardis und der Kargletscher Vedretta d’Agola die Grenzen. Über die Scharte Bocca dei Camosci (2784 m) ist die Fracingli-Gruppe mit dem Massiv der Cima d’Ambiéz und der Hauptkette verbunden.
Benannt ist sie nach dem gleichnamigen Hochkar Val Fracingli, das von der Gruppe umschlossen ist. Der Name setzt sich aus den zwei Wörtern fra und cingli zusammen und nimmt Bezug auf die Lage des Tales zwischen den Felsen.

### Aufbau
Die Fracingli-Gruppe besteht aus drei miteinander verbundenen Kämmen. Von der Westseite der Scharte Bocca dei Camosci führt zunächst ein einziger Felskamm in nordnordwestlicher Richtung. Auf diesem Felskamm liegen mit der Terza Cima di Fracingli (2886 m) und der Cima di Valstretta oder Seconda Cima di Fracingli (2880 m) die beiden höchsten Erhebungen der Gruppe, wobei Erstere auf Karten meist namentlich nicht eingetragen ist.
An Letzterer teilt sich der Kamm in drei Teile auf. Der bedeutendste und längste ist der in nordnordwestlicher Richtung verlaufende Kamm, an dessen Ende der mächtige Crozzon di Val d’Agola  (2673 m) liegt. Der mittlere und zugleich kürzeste Zweig besteht aus dem breiten Felsrücken des Dosson di Fracingli (2709 m). Letzterer teilt das Fracingli-Tal im oberen Bereich in das nordöstlich gelegene Vallarga und in das südwestlich liegende Valstretta auf. Der westlichste Zweig senkt sich zunächst zum Passo di Valstretta oder Passo di Nardis (2618 m) ab. Er setzt sich anschließend über die drei Lastoni fort und endet schließlich mit der Cima Pra dei Camosci (2437 m) über dem Agola-Tal mit seinem gleichnamigen See.

### Gipfel
- Terza Cima di Fracingli, 2886 m
- Cima di Valstretta oder auch Seconda Cima di Fracingli, 2880 m
- Dosson di Fracingli, 2709 m
- Crozzon di Val d’Agola, 2673 m
- Cima della Vedretta, 2670 m
- Cima Orientale dei Lastoni, 2670 m
- Cima della Farfalla, 2660 m
- Cima di Nardis, 2616 m
- Campanili di Fracingli, 2589 m
- Cima Occidentale dei Lastoni, 2531 m
- Cima Pra dei Camoscio, 2437 m

### Geologie
Im Gegensatz zur benachbarten Hauptkette besteht die Fracingli-Gruppe nicht aus Dolomia Principale, sondern aus verschiedenen Kalkstein-Formationen. Letztere gehören der Gruppe der Graukalke an und konzentrieren sich auf die Rotzo- und Monte-Zugna-Formation sowie auf den Loppio-Oolith. Sie sind jünger als der Dolomia Principale und reichen vom Rhaetium in der Obertrias bis zum Pliensbachium im Unterjura.

## Alpinismus
Die Fracingli-Gruppe liegt alpinistisch eindeutig im Schatten des Tosa-Stocks. Trotz des weitgehend brüchigen Gesteins ist sie für Kletterer nicht uninteressant. Insbesondere die zum Kargletscher Vedretta dei Camosci abfallenden Wände bieten einige interessante Routen. Andere Wände wie die glatten und kompakten Kalkwände des Dosson di Fracingli sind von Kletterern zu Unrecht eher vernachlässigt worden. Die steilen mit Latschen und Grasnarben bewachsenen oder die mit Schutt bedeckten Flanken sind alpinistisch dagegen nur von geringerem Interesse.
Alpinistisch erschlossen wurde die Gruppe von Gottfried Merzbacher und seinem Bergführer Giorgio Bernard. Letztere bestiegen am 25. August 1884 von der Scharte Bocca dei Camosci nacheinander die Terza Cima di Fracingli, die Cima di Valstretta und den Crozzon di Val d’Agola. Vermutlich war die höchste Erhebung der Gruppe aber bereits vorher zu einem unbekannten Zeitpunkt von Gams-Jägern bestiegen worden. Andere bekannte Alpinisten, deren Namen mit der alpinistischen Erschließung der Fracingli-Gruppe verbunden sind, sind unter anderem Ettore Castiglioni, Bruno Detassis, Richard Goedeke und Cesare Maestri. Als Stützpunkte für Begehungen in den Fracingli kommen die Brentei- und XII-Apostoli-Hütte in Frage.

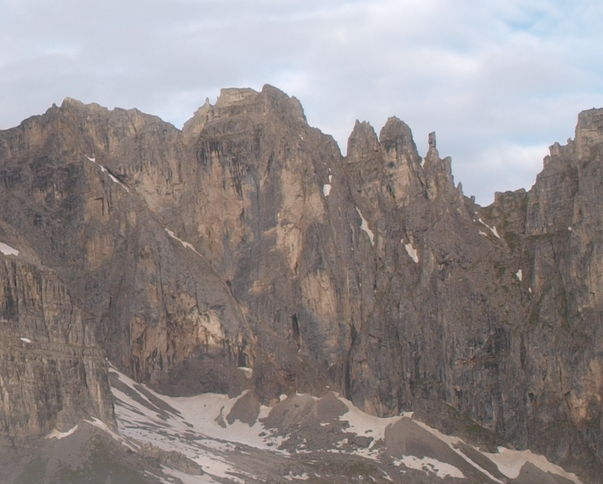
Cima della Vedretta, Cima della Farfalla, Campanili di Fracingli und die Scharte Bocchetta di Vallarga (von links nach rechts)
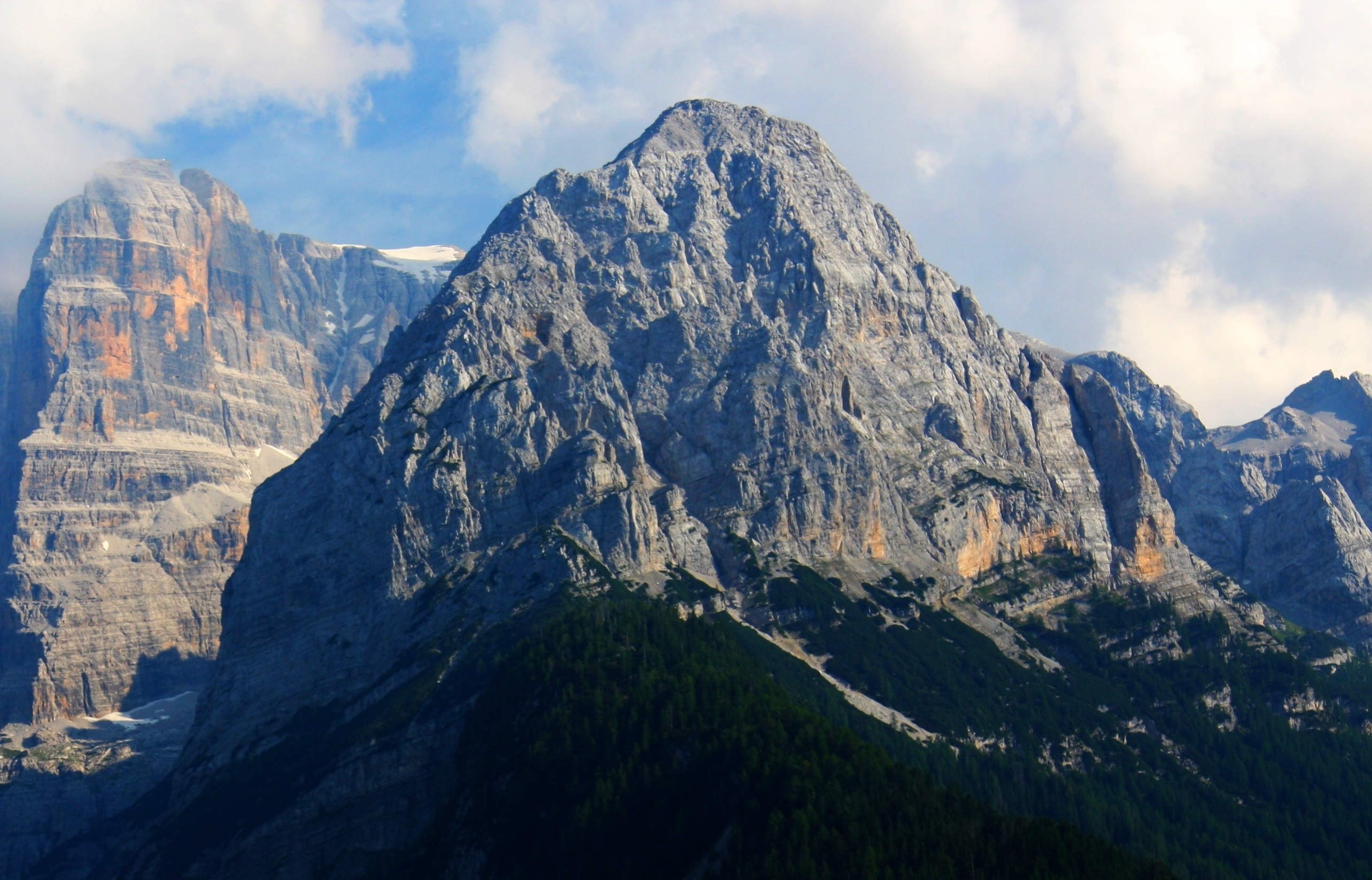
Crozzon di Val d’Agola mit dem Crozzon di Brenta im Hintergrund